# Kondom des Grauens
Kondom des Grauens ist eine Filmkomödie von 1996. Die Handlung basiert auf den Comics Das Kondom des Grauens und Bis auf die Knochen des Comiczeichners Ralf König.
In den USA wird der Film von Troma Entertainment unter dem Titel „Killer Condom“ vermarktet.

## Handlung
In New Yorks Bordellen treibt ein Killerkondom sein Unwesen, welches, einmal übergezogen, seinem Opfer den Penis abbeißt. Da zunächst niemand den Opfern glauben will, werden die Prostituierten verantwortlich gemacht. Inspektor Luigi Mackeroni und sein spießiger Partner Sam Hanks ermitteln. Die Spur führt in ein Bordell, in dem Mackeroni eine One-Night-Stand-Affäre wiedertrifft, die transsexuelle Karaokesängerin Babette (früher Bob), welche ihm beichtet, dass sie ihn immer noch liebt. Mackeroni hingegen weist sie zurück, stattdessen geht er mit dem jungen Stricher Billy auf ein Zimmer, um dort mit ihm anzubandeln. Jedoch entdeckt er hier das Killerkondom, welches ihm seinen rechten Hoden abbeißt und entkommen kann.
Die Tatsache, dass ein Kondom für seine Verletzung verantwortlich war, glaubt Mackeroni natürlich niemand. Trotzdem fährt er ohne größere Erfolge mit der Untersuchung fort. Eines Abends wird er schließlich in seiner Wohnung in einer Duschszene, die stark an Hitchcocks Psycho erinnert, von der liebeskummerkranken Babette mit einem Messer in der Hand überfallen. Das Kondom, das diese mitgebracht hat, entpuppt sich als Killerkondom. Aufgrund von Mangel an Munition lockt Mackeroni das Kondom mit einem Gasschlauch, dieses beißt an und platzt schließlich.
Es scheint zunächst, als wäre dem Albtraum ein Ende gesetzt worden; Mackeroni entschuldigt sich bei Babette, hat kurz darauf im Fahrstuhl des Bordells eine heiße Liaison mit Billy, und die Überreste des Killerkondoms werden in der Pathologie untersucht. Doch nachdem sich weitere Kastrationsopfer melden und sogar der Präsidentschaftskandidat sein Glied verliert, wird die Öffentlichkeit erstmals aufmerksam, und auch der bisher skeptische Polizeipräsident gerät unter Druck. Durch Zeugenaussagen erfährt die Polizei, dass Prof. Smirnoff, ein Erfinder für Gummimassen, die für Prothesen und Kondome Verwendung finden, in die Angelegenheit verwickelt sein könnte. Der spießige Sam Hanks soll als verdeckter Ermittler in der Schwulenszene Informationen sammeln; dies schlägt jedoch fehl, da Mackeroni ihm ein gelbes Tuch in die rechte Hosentasche steckt, woraufhin dieser nach dem Hanky Code angepinkelt wird. Nach einem lautstarken Streit zwischen Mackeroni und Hanks vertragen sich die beiden jedoch wieder.
Die Spur führt sie in eine christliche Nervenheilanstalt der fanatischen Dr. Riffleson. Diese hat ein unterirdisches Versteck, in welchem der unter Drogen gesetzte Prof. Smirnoff die Killerkondome herstellt. Mackeroni und Hanks geraten in die Gewalt von Riffleson. Ersteren schimpft sie gotteslästerlichen Perversling und versucht ihn dazu zu zwingen, seinen Penis vor einem XXL-Killerkondom zu entblößen. Als Billy auftaucht, kommt es zur Schießerei; am Ende nimmt Riffleson Billy zwar als Geisel, begeht jedoch nach einer Rede von Mackeroni über die Menschlichkeit und Homosexuelle Selbstmord, indem sie sich in ein Becken voller Killerkondome stürzt. Der Film endet damit, dass Mackeroni seinen Job bei der Polizei kündigt und mit Billy in seine Heimat Sizilien auswandert, um dort mit dem Segen seiner Mutter zu heiraten.

## Unterschiede zu den Comicwerken
Im Film gibt es mehrere Unterschiede zu den beiden Comics, so z. B.
- das säurespuckende Monster aus Bis auf die Knochen fehlt komplett
- Mackeroni heiratet am Ende der Comics nicht, sondern verliebt sich lediglich in einen Pornodarsteller, mit dem er zum Ende des Buches ein Rendez-Vous hat.
- Hanks’ schwule Neigungen sind im Film kaum zu erkennen
- Mackeroni hält in den Comics keine Rede am Schluss, Riffleson wird von einem Killerkondom angegriffen, daraufhin stellt sich heraus, dass sie ein verkappter Transvestit war
- die Länge von Mackeronis Penis wird im Film auf 32 cm geschätzt, 8 cm kürzer als in den Comics (wo dieser als „länger als seine Nase“, eine Anspielung auf die Knollennase der Figuren, beschrieben wird)

## Director’s Cut
2023 wurde in den Vereinigten Staaten der Director’s Cut des Films veröffentlicht. Diese Schnittfassung ist rund 10 Minuten länger als die Kinofassung und enthält mehrere neue Szenen, durch die auch bestimmte Sachverhalte deutlicher dargestellt werden. 2025 folgte die deutsche Veröffentlichung durch das Label Wicked-Vision Media. Kunden die das limitierte Mediabook direkt beim Label bestellt haben, erhielten zusätzlich eine Bonus-DVD mit dem verschollen geglaubten Rohschnitt des Films. Mit einer Laufzeit von knapp 132 Minuten ist diese Fassung nochmals knapp 14 Minuten länger als der Director’s Cut.

## Auszeichnung
Der Film wurde durch die CINEMA-Leser bei der Jupiterwahl 1997 zum größten Flop des Filmjahres 1996 gewählt. Die Leser hatten die Comicverfilmung Kondom des Grauens mit 20,1 % noch vor Striptease, der 16,7 % der Stimmen erreichte, ausgezeichnet.
Die Deutsche Film- und Medienbewertung FBW in Wiesbaden verlieh dem Film das Prädikat wertvoll.

## Kritik
- Lexikon des internationalen Films: „Die Verfilmung eines Comic-Bestsellers. Die einfallslose Regie und dilettantische Schauspielerführung verstärken die dramaturgischen Ungereimtheiten des Drehbuchs, die in einem unsäglich platten Homosexuellen-Postulat gipfeln. Nur in der Hauptrolle überzeugend gespielt.“[4]

- Moviemaster.de: „[…]ist diese Geschichte nun zu gewagt für die Kino-Leinwand: Weitgehend ohne Biss kommt das ‚Kondom des Grauens‘ daher […]“[5]

- Kino.de: „Natürlich ist der Humor nicht gerade intellektuell, sondern es kalauert volksnah, dennoch liegt das Amüsierpotential weit über dem Durchschnitt deutscher Beziehungskomödien. Exzellente Schauspieler, schwarzer Humor und eine deftige Dosis Anzüglichkeiten, diese Melange sollte beim deutschen Publikum ankommen“[6]